# Занина (Свердловская область)
Занина — деревня в Байкаловском районе Свердловской области. Входит в состав Байкаловского сельского поселения. Управляется Комлевской сельской администрацией.

## География
Населённый пункт расположен в верховье реки Козловка в 12 километрах на юго-восток от села Байкалово — административного центра района.

### Часовой пояс
Занина, как и вся Свердловская область, находится в часовой зоне МСК+2. Смещение применяемого времени относительно UTC составляет +5:00.

## Население
| 2002 | 2010 |
| ---- | ---- |
| 1    | ↘0   |

## Инфраструктура
В деревне расположена всего одна улица (Мира).

## Достопримечательности
В селе находится деревянная церковь Успения Божией Матери, построенная в XIX веке как часовня, перестроенная в церковь в 1915 году. Церковь является объектом культурного наследия областного значения.